# 梅尼勒埃勒
梅尼勒埃勒（法語：Ménil-Erreux，法語發音：[menil ɛʁø] ⓘ）是法国奥恩省的一个市镇，属于阿朗松区。

## 地理
梅尼勒埃勒（48°30'26"N, 0°11'18"E）面积11.05 平方千米，位于法国诺曼底大区奧恩省，该省份为法国西北部内陆省份，北起顺时针与卡爾瓦多斯省、厄尔省、厄尔-卢瓦省、萨尔特省、马耶讷省和芒什省接壤。
与梅尼勒埃勒接壤的市镇（或旧市镇、城区）包括：圣热尔韦迪佩龙、讷伊莱比松、比尔萨尔、埃赛、欧特里沃、拉雷、埃库沃。

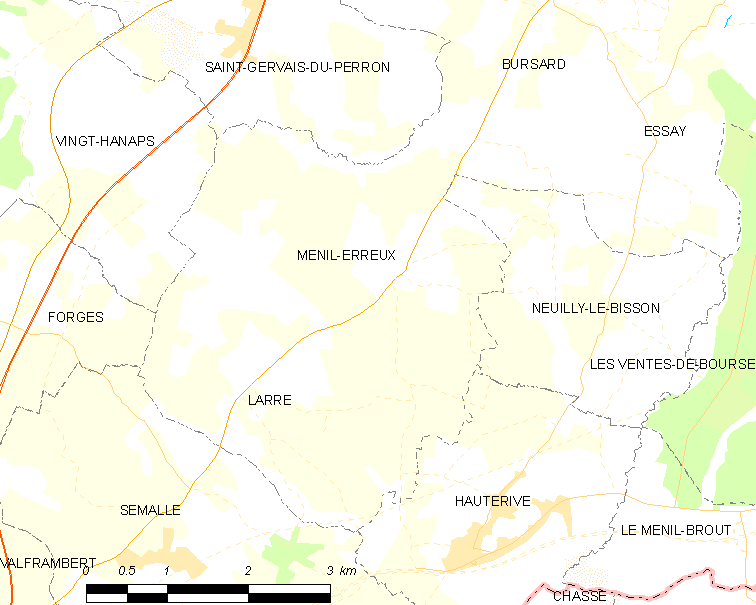
梅尼勒埃勒的OSM定位图

梅尼勒埃勒的时区为UTC+01:00、UTC+02:00（夏令时）。

## 行政
梅尼勒埃勒的邮政编码为61250，INSEE市镇编码为61263。

## 政治
梅尼勒埃勒所属的省级选区为埃库沃县。

## 人口

1962-2008年间梅尼勒埃勒人口变化图示

梅尼勒埃勒于2022年1月1日时的人口数量为195人。